# 巴西鳥尾蛤
巴西鳥尾蛤（学名：Acrosterigma magnum）是帘蛤目鸟尾蛤科Acrosterigma的一种。

## 簡述
本物種的外殼從 38 到 48 mm 寬。

## 分佈
本物種分佈於加勒比海，北起佛羅里達礁島群到墨西哥灣，南至巴西北部。

## 外部連結
- Conchology （页面存档备份，存于）